# Kökssjöborrekaktus
Kökssjöborrekaktus (Echinopsis oxygona) är en art i familjen kaktusväxter från Bolivia, Argentina, Paraguay och Uruguay. Arten är vanlig som krukväxt i Sverige.
Det är en lättodlad krukväxt som skall placeras i fullt solljus under hela året. Den bör vattnas ungefär en gång per vecka april–maj till oktober. Vid mycket varm väderlek kan mera vatten ges. Den mår bra av kvävefattigt gödningsmedel i små doser. Plantan kan övervintras svalt och torrt under november–mars. Temperaturen bör ligga på 5–10 °C. Utan sval vintervila blommar inte kaktusen.

## Synonymer
För vetenskapliga synonymer, se Wikispecies: Echinopsis oxygona.